# Diskmag
Diskmag (z angličtiny, kde jde o hovorovou variantu spojení disk magazine) je magazín distribuovaný na disketách nebo CD nosičích, pro jehož čtení jsou užívány počítače. Povětšinou byly diskmagy ve formě svébytného počítačového programu, který upravoval grafickou podobu a rozvržení obsažených textů a umožňoval jejich listování. Diskmagy byly populární v 80. a 90. létech. Často byly součástí nosičů přibalovaných k počítačovým tištěným časopisům a nejčastěji pojednávaly o příbuzných tématech jako jsou počítačové hry nebo konkrétní typy počítačů a jejich svět, např. Amiga. V současné době nahradily diskmagy až na výjimky magazíny na internetu, v souvislosti s jeho širokým rozšířením.

## Česko a Slovensko
V Československu byl vydáván diskmag Guru. Později v Česku byl vydáván například diskmag Pařenište, Realtime, KLAN, Narsil nebo Engine, na Slovensku pak Bonus, Slanina a další.